# Westerhout 43

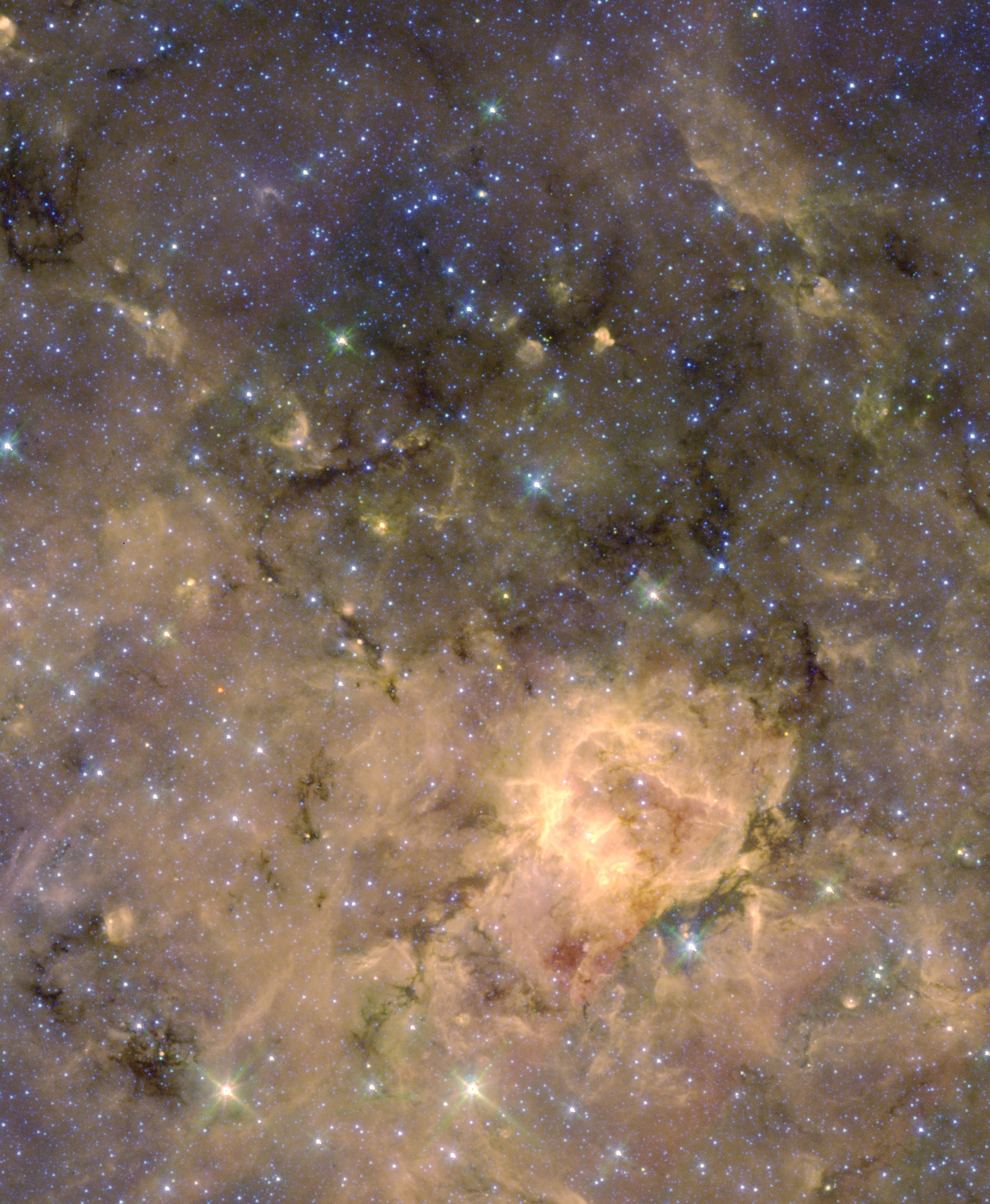
La región de formación estelar W43, observada por el Telescopio Espacial Spitzer. Las líneas oscuras en la imagen son bandas de polvo que trazan la ubicación de la nube molecular a partir de la cual se forma el cúmulo. Las estrellas calientes ionizan el gas a su alrededor, expandiendo la burbuja y produciendo la brillante nebulosa que se observa en la esquina inferior derecha de la imagen. La imagen utiliza las bandas IRAC I1 (azul), I3 (verde) e I4 (roja).

W43, también conocida cómo Westerhout 43 es una región de formación estelar de nuestra galaxia situada en la constelación del Águila a una distancia estimada de 6 kiloparsecs del Sol, considerada cómo la zona de la Vía Láctea en la que se forman estrellas de modo más activo conocida. Se ubica en el conocido como Anillo 5 kiloparsecs, un anillo de hidrógeno molecular que rodea la barra central de la Vía Láctea y que se considera alberga buena parte de la formación estelar de ésta. y está tan oscurecida por el polvo interestelar que es totalmente invisible en el óptico y sólo puede estudiarse mediante longitudes de onda que penetran éste cómo el infrarrojo o las ondas de radio.

## Estructura y propiedades
W43 está asociado a un masivo sistema de nubes moleculares, con una masa total de más de 7 millones de veces la masa del Sol, y su tasa de formación estelar es particularmente elevada, formando estrellas de todas las masas en cúmulos estelares similares a los existentes en galaxias con brote estelar, aunque en pequeño, y con masa suficiente para producir más aún. Hay también protoestrellas masivas o cúmulos aún en formación; las propiedades de esta región de formación de estrellas se consideran similares a las de NGC 3603.
El centro de W43 incluye un denso y masivo cúmulo estelar, entre cuyas estrellas se hallan varias estrellas Wolf-Rayet y O, y cuyo apiñamiento ha sido comparado al del ya mencionado NGC 3603 o incluso R136 en la Gran Nube de Magallanes.